# May be Dream
『May be Dream』（メイビー・ドリーム）は、田村英里子の1枚目のオリジナル・アルバム。EASTWORLD/東芝EMIから1989年7月19日に発売。

## 概要
同年3月15日にカネボウ「SALA」CMソング・テレビ東京系テレビアニメ「アイドル伝説えり子」挿入歌「ロコモーション・ドリーム」でデビューした、田村の1stアルバム。筒美京平が全曲の作曲を手がけ、編曲を船山基紀、新川博の他、当時まだ無名だった小林武史が担当。作詞は松本隆、松本一起、田口俊の3名によるもの。

## 収録曲
※全作曲：筒美京平
1. 連れてって（4分00秒）
作詞：田口俊／編曲：船山基紀
2. Passion Girl（3分49秒）
作詞：松本一起／編曲：船山基紀
3. いじわる（3分32秒）
作詞：松本一起／編曲：船山基紀
4. 冷たくしないで（4分24秒）
作詞：松本一起／編曲：新川博
5. ロコモーション・ドリーム（4分20秒）
作詞：田口俊／編曲：小林武史
6. 夏までCheek to cheek（4分21秒）
作詞：松本一起／編曲：船山基紀
7. May be Dream（4分39秒）
作詞：松本一起／編曲：船山基紀
8. 私はそよ風（3分57秒）
作詞：松本隆／編曲：小林武史
9. デザートにKISS（4分22秒）
作詞：松本隆／編曲：小林武史
10. 涙の半分（4分27秒）
作詞：田口俊／編曲：小林武史